# إنسرجينسي: ساندستروم
إنسرجينسي: ساندستروم (بالإنجليزية:Insurgency: Sandstorm) أو التمرد: عاصفة الرمال، هي لعبة فيديو من نوع تصويب منظور الشخص الأول، تم إصدار اللعبة بتاريخ 12 ديسمبر 2018، وتعمل على منصات بلاي ستيشن 4، إكس بوكس ون، مايكروسوفت ويندوز، لينكس وأو إس إكس.